# Im Land der Dinosaurier
Im Land der Dinosaurier (Originaltitel: Dinosaur Island) ist ein australischer Abenteuer-Fantasyfilm von Matt Drummond aus dem Jahr 2014. Es ist der erste Film, welcher den Tyrannosaurus gefiedert darstellt.

## Handlung
Im Schulunterricht muss der 13-jährige Lucas der ganzen Klasse den Unterschied zwischen zwei Gesteinsarten erklären, da er zwischenzeitlich dem Unterricht nicht gefolgt ist. Dies stellt jedoch kein Problem für ihn dar, da sein Vater Geologe ist, wodurch Lucas mit seinem Fachwissen seinen eigenen Lehrer zur Freude der ganzen Klasse in den Schatten stellt. Nach der Schule holt ihn seine Mutter ab und sie fahren zu dem Haus von Lucas’ Großmutter, welches nun zum Verkauf angeboten wird. Als sie das Haus betreten, findet Lucas im Bücherregal einen Kristall, welchen er an sich nimmt. Kurz darauf sitzt er im Flieger, um seinen Vater zu besuchen. Der Kristall scheint jedoch übernatürliche Fähigkeiten zu besitzen und es türmen sich schwarze Wolken vor dem Flugzeug auf.
Als Lucas wieder aufwacht, findet er sich an einem Strand einer verlassenen Insel wieder, auf welcher es abgesehen von Schiffwracks nichts gibt. Er erkundet die Insel in der Hoffnung, auf andere Menschen zu treffen. Dabei gerät er in einen Hinterhalt dreier Dromaeosaurier und wird von einem Mädchen gerettet. Sie bringt ihn zu ihrem Baumhaus und stellt sich ihm gegenüber als Kate vor. Sie sagt, dass sie in einer Art Zwischenzeit leben und sie auf dieser Insel ihre Forschungen als Paläontologin fortsetzt. Lucas hält Kate zunächst für verrückt und möchte seine Suche nach dem Flugzeug fortsetzen. Da die Nacht jedoch bald heranbricht, entscheidet er sich dagegen und übernachtet bei Kate. Dabei trifft er auf Mimos, einen Sinornithosaurus, mit dem sich Kate angefreundet hat. Damit sich Lucas in der Dinosaurier-Welt besser zurecht findet, gibt sie ihm ihr Tagebuch. Darin steht unter anderem, dass Kate im Jahr 1940 geboren ist. Lucas ist verwirrt, da Kate 15 Jahre alt ist, aber laut den Aufzeichnungen des Buches über 70 Jahre alt sein müsste. Als Lucas sich am Abend die Gegenstände in Kates Baumhaus genauer ansieht, stößt er auf einen Arthropleura, den er mit dem Tagebuch erschlägt, worüber Kate nicht sehr begeistert ist.
Am nächsten Tag werden sie von einem Erdbeben geweckt, dessen Ursache allerdings ein weiteres Flugzeug ist, welches auf der Insel strandet. Lucas und Kate begeben sich zum Wrack des soeben abgestürzten Flugzeugs, um ihre Vorräte aufzufüllen. Dabei werden sie jedoch von Dschungelbewohnern gefangen genommen. Im Käfig eingesperrt erklärt Ernest Lucas die Wirkung seines Kristalls, bei dem es sich um einen Sing-Sing-Stein handelt. Er hilft Lucas und Kate bei der Flucht aus dem Käfig und sie können auf dem Rücken eines Pteranodons entkommen. Sie stürzen mit dem Pteranodon Junior in der Nähe der beiden Vulkane der Insel ab und werden sogleich von zwei Arthropleura angegriffen, wobei Junior einen von ihnen attackiert, sodass dieser flieht. Kurz darauf werden sie von einem Tyrannosaurus entdeckt, der sie verfolgt. Lucas und Kate können sich auf ein Schiffswrack retten. Kurz darauf trifft Mimos ein und kann durch das Imitieren eines kräftigen Schreis den Tyrannosaurus in die Flucht schlagen.
Lucas vermutet, dass die seismische Aktivität der Vulkane die Ursache für das Stranden der vielen Wracks ist und sie begeben sich zum Mittelpunkt des Trümmerfeldes. Sie werden dabei von einem Rudel Raptoren entdeckt, können sich allerdings rechtzeitig in eine Höhle retten. Das Innere der Höhle besteht aus vielen Kristallen. Lucas verwendet ein Glas aus Kates Tasche als Glasharfe, um die Kristalle zu aktivieren. Er wird jedoch von einem Raptor erschreckt, der sich den beiden nähert und Mimos im Maul trägt. Dabei lässt er das Glas fallen. Sie können den Raptor überlisten und er fällt in die Tiefe. Kate trauert zunächst um Mimos, da er reglos am Boden liegt. Als die Kristalle jedoch erneut zu flackern beginnen, sehen sie, dass das Pfeifen von Mimos die Ursache dafür ist. Das Portal zur Gegenwart öffnet sich daraufhin. Lucas weiß, dass das Portal nicht lange geöffnet bleibt, Kate will jedoch ohne ihre Aufzeichnungen im Tagebuch, welches sie beim Überlisten des Raptors verloren hat, nicht gehen und bleibt zurück.
Lucas wacht im Krankenhaus auf und sieht seine Eltern, während in den Nachrichten von einer unbekannten Insel berichtet wird. Als seine Eltern den Raum verlassen, tritt Lucas’ Großmutter Kathryn an das Bett heran und es stellt sich heraus, dass sie Kate ist. Mittels ihrer Aufzeichnungen und dem Abdruck des Arthropleura, den er beim Erschlagen hinterlassen hat, gewinnt Kathryn den Nobelpreis.

## Produktion

### Drehorte
Die Aufnahmen fanden in Australien sowie in Vanuatu statt.

### Synchronisation
Die deutschsprachige Synchronisation entstand nach einem Dialogbuch und unter der Dialogregie von Bernd Nigbur im Auftrag von Splendid Synchron.
| Rolle                 | Darsteller         | Synchronsprecher        |
| --------------------- | ------------------ | ----------------------- |
| Ernest                | Joe Bistaveous     | Oliver Krietsch-Matzura |
| Großmutter            | Juliette Frederick | Karyn von Ostholt       |
| Jack Winton           | Paul Padagas       | Volker Wolf             |
| Kathryn Rose Thompson | Kate Rasmussen     | Samira Jakobs           |
| Lehrer                | Pat Drummond       | Daniel Werner           |
| Lucas Winton          | Darius Williams    | Jakob Göss              |
| Lydia Winton          | Nicole Yardley     | Silke Haupt             |
| Pilot                 | Emery Williams     | Stefan Naas             |

## Kritiken
Der Film erhielt überwiegend negative Kritiken und erzielte bei IMDb eine durchschnittliche Bewertung von 3,7 der möglichen 10 Punkte. Das Lexikon des internationalen Films urteilt: „Wenig originelle, dramaturgisch und visuell aber recht solide umgesetzte Abenteuergeschichte mit passablen CGI-Dinos und sympathischen Protagonisten.“